# Reignac (Żyronda)
Reignac – miejscowość i gmina we Francji, w regionie Nowa Akwitania, w departamencie Żyronda.
Według danych na rok 1990 gminę zamieszkiwały 1263 osoby, a gęstość zaludnienia wynosiła 34 osób/km² (wśród 2290 gmin Akwitanii Reignac plasuje się na 342. miejscu pod względem liczby ludności, natomiast pod względem powierzchni na miejscu 201.).